# Mortierella candelabrum
Mortierella candelabrum Tiegh. & G. Le Monn. – gatunek grzybów należący do typu Mucoromycota.

## Systematyka
Pozycja w klasyfikacji według Index FungorumMortierella, Mortierellaceae, Mortierellales, Incertae sedis, Mortierellomycetes, Mortierellomycotina, Mucoromycota, Fungi.
Po raz pierwszy opisali go w 1873 r. Philippe Édouard Léon Van Tieghem i Georges Le Monnier. Synonimy:
- Mortierella candelabrum var. depauperata Marchal 1891
- Mortierella candelabrum var. stylospora Tiegh. & G. Le Monn. 1873[2].

## Morfologia
Grzyb mikroskopijny tworzący delikatną, pajęczynowato-wojłokowatą grzybnię, przeważnie bezbarwną. Sporangiofory o wysokości do 750 µm i grubości 50 µm. W ich dolnej części odgałęziają się łukowato gałązki tworzące rozgałęzienia do 4 lub 5 rzędu. Główne zarodnie o średnicy do 66 µm, bez kolumelli, z trwałą, nie rozpływającą się błonką. Powstają w nich kuliste, bezbarwne i gładkie zarodniki o średnicy 4–9 µm.

## Występowanie i siedlisko
W Polsce podano wiele jego stanowisk.
Grzyb nagrzybny, pasożyt, występujący na owocnikach grzyby kapeluszowych, zwłaszcza z rodzaju Amanita (muchomor). Na dolnej i górnej stronie ich kapeluszy tworzy pilśniowaty, błyszczący, biały, na środku lekko kremowy i cienki nalot. Jest także grzybem saprotroficznym, występującym na glebie, próchnicy, opadłych liściach i martwym drewnie i grzybem koprofilnym rozwijającym się na odchodach zwierzęcych.